# Metropolitano Ligeiro de Mirandela

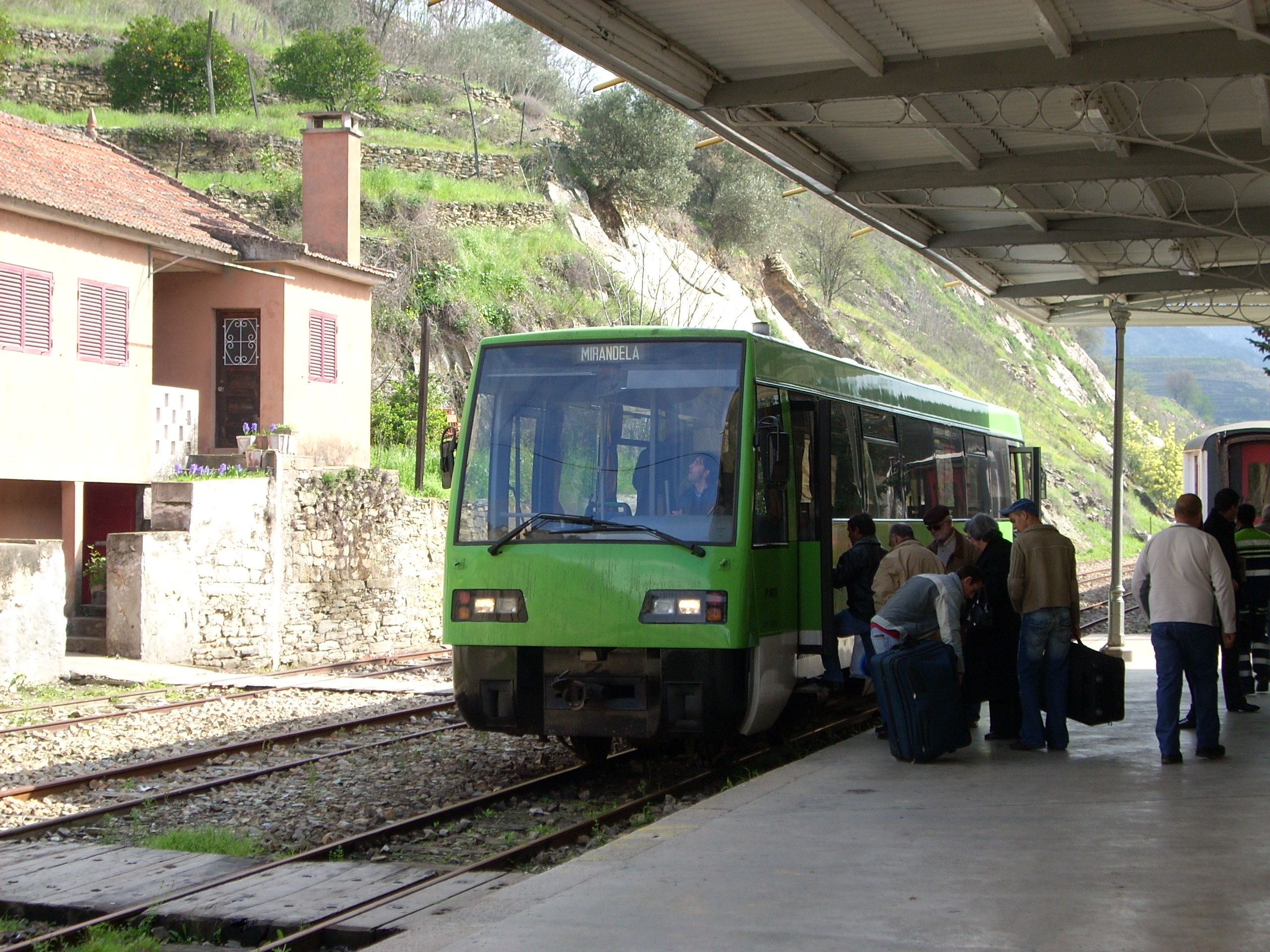
Zug der Metropolitano Ligeiro de Mirandela im Bahnhof Tua

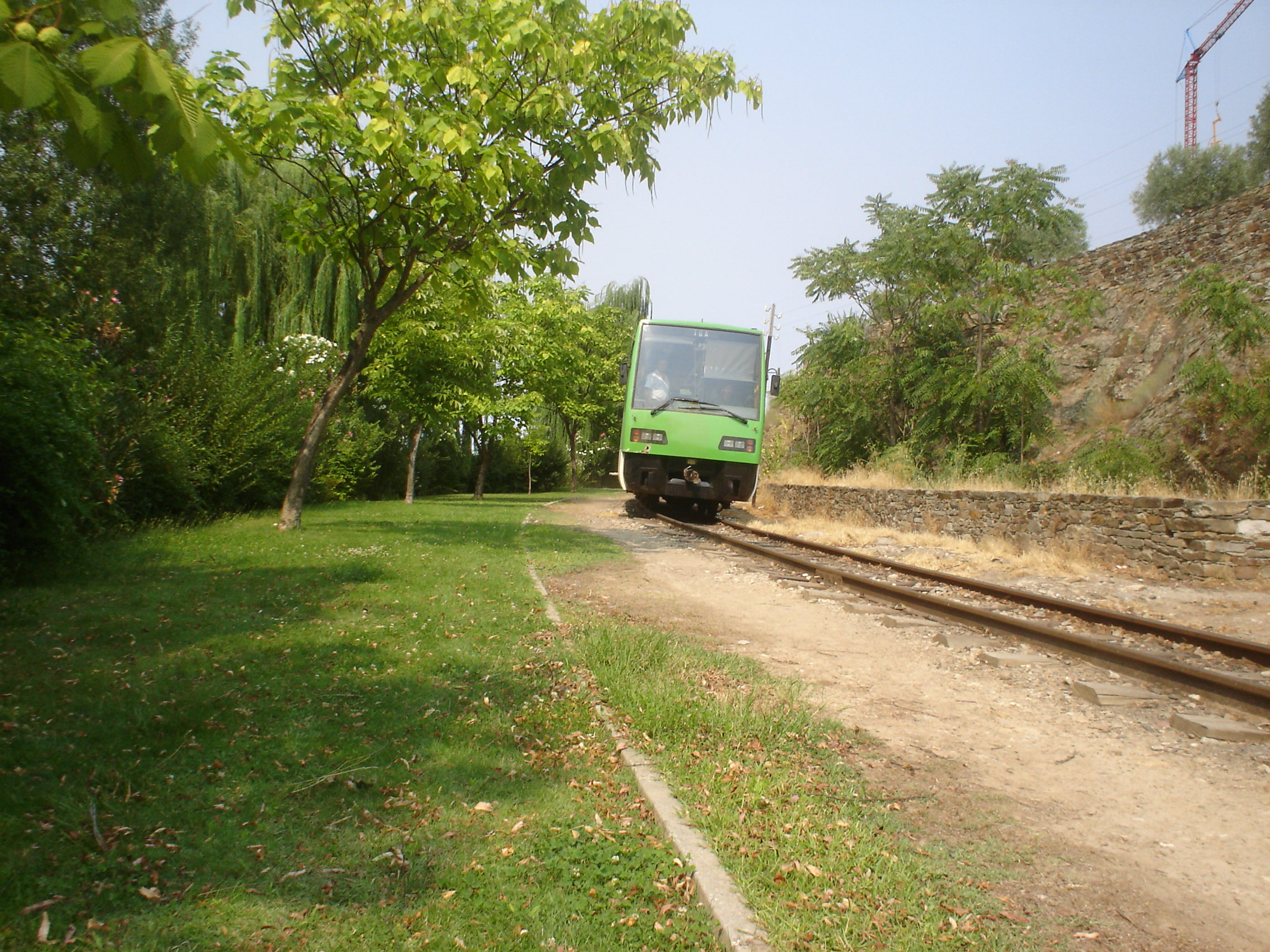
Zug auf der Linha do Tua

Die Metropolitano Ligeiro de Mirandela, SA, oft auch nur Metro de Mirandela, zu deutsch Leichte Schnellbahn von Mirandela, ist ein kommunales Unternehmen der portugiesischen Stadt Mirandela mit Sitz in Mirandela. Metropolitano Ligeiro de Mirandela betrieb den Personenverkehr auf der Schmalspureisenbahnstrecke Linha do Tua zwischen Tua und Carvalhais. Der Betrieb wurde am 14. Dezember 2018 vorübergehend eingestellt.
Die staatliche Eisenbahngesellschaft Comboios de Portugal (CP) versuchte in den 1990er Jahren den Betrieb auf den kleinen, wenig frequentierten Nebenbahnen im portugiesischen Norden loszuwerden. Bereits 1992 hatte die CP den Betrieb der Strecke Linha do Tua erheblich eingeschränkt. Ursprünglich war die gesamte 133,8 lange Strecke zwischen Tua und Bragança in Betrieb, seit 1992 wurde lediglich der Abschnitt Tua–Mirandela mit 54 Kilometer Streckenlänge betrieben. 
Um die Strecke vor dem kompletten Aus zu bewahren, beschloss die Stadtverwaltung von Mirandela ein eigenes kommunales Unternehmen zu gründen, um den Betrieb auf der stillgelegten Strecke wieder aufzunehmen. Ursprüngliches Ziel war es vor allem den Studenten der Hochschule in Carvalhais einen einfacheren Zugang aus Mirandela zu ermöglichen. 1995 gegründet, ließ die Stadtverwaltung mit finanzieller Unterstützung der Europäischen Union den vier Kilometer langen Abschnitt zwischen Mirandela und Carvalhais provisorisch sanieren und errichtete gleichzeitig drei neue Haltepunkte (Tarana, Jacques Delors und Jean Monet) neben den ehemals bereits vorhandenen zweien (São Sebastião und Carvalhais). Die Metro de Mirandela befuhr daraufhin lediglich diesen Abschnitt, während die Staatsbahn CP den Abschnitt Tua–Mirandela betrieb. Die CP besaß und besitzt bis heute zehn Prozent am Unternehmen, der Rest ist im Besitz der Stadtverwaltung.
2001 übernahm das Unternehmen auch die Konzession der Staatsbahn Comboios de Portugal für den Betrieb auf der restlichen Strecke zwischen Tua und Mirandela. Ab 2005 betrieb die Metro de Mirandela durchgängige Züge zwischen Tua und Carvalhais. Während die Strecke Tua–Mirandela unter Konzession der CP betrieben wurde – die CP ist eigentlich der Betreiber und verpachtet lediglich den Betrieb – betreibt die Metro de Mirandela den restlichen Abschnitt auf eigene Rechnung. Dieser wird offiziell auch nicht von der Staatsbahn in den Fahrplanbüchern und im elektronischen Informationssystem erwähnt, die Stadtverwaltung Mirandelas gibt einen eigenen Fahrplan dafür heraus.
Nach zwei Unfällen ist seit dem Oktober 2008 der durchgehende Verkehr nach Tua eingestellt. Es gab lediglich Zugpaare nach Cachão, dort muss in ein Taxi im Schienenersatzverkehr umgestiegen werden.

## Fahrzeuge
Die Metropolitano Ligeiro de Mirandela besaß vier Dieseltriebwagen des Typs 9500, die aus jugoslawische Triebwagen der Reihe 802 umgebaut wurden. Die CP setzte diese zuvor in Eigenregie auf den Strecken Linha do Corgo und Linha do Tua ein, sie wurden in der Eisenbahnwerkstatt Guifões umgebaut. Während die CP-Fahrzeuge immer in Rot – der typischen Farbe für den Schmalspurverkehr – fuhren, sind die Züge der Metro de Mirandela hellgrün. Die ursprünglich vier Fahrzeuge erhielten jeweils einen Namen einer europäischen Stadt: Bruxelas (Brüssel), Lisboa (Lissabon), Estrasburgo (Straßburg) und Paris.
Am 12. Februar 2006 ereignete sich ein Unfall in der Nähe des Haltepunktes Castanheiro, bei dem das Fahrzeug Bruxelas einen erheblichen Schaden erlitt, es starben drei Fahrgäste. Das Fahrzeug wurde verschrottet, sodass das Unternehmen derzeit nur drei Fahrzeuge besitzt.